# Listen, Darling
Listen, Darling è un film musicale del 1938 diretto da Edwin L. Marin

## Produzione
Il film fu prodotto dalla Metro-Goldwyn-Mayer (MGM) (controlled by Loew's Incorporated).

## Distribuzione
Distribuito dalla Metro-Goldwyn-Mayer (MGM), il film uscì nelle sale cinematografiche USA il 21 ottobre 1938 dopo essere stato presentato in prima a New York il 18 ottobre.